# Plastocorypha
Plastocorypha is een geslacht van rechtvleugeligen uit de familie sabelsprinkhanen (Tettigoniidae). De wetenschappelijke naam van dit geslacht is voor het eerst geldig gepubliceerd in 1896 door Karsch.

## Soorten
Het geslacht Plastocorypha omvat de volgende soorten:
- Plastocorypha brevipes Rehn, 1914
- Plastocorypha ituriana Bolívar, 1922
- Plastocorypha nigrifrons Redtenbacher, 1891
- Plastocorypha vandikana Karsch, 1896